# Isso É Calypso Tour
Isso É Calypso Tour é a quarta turnê da cantora brasileira Joelma, lançada em suporte ao seu quarto e quinto EP, respectivamente Isso É Calypso (EP 1) e Isso É Calypso (EP 2) (2022). A turnê foi anunciada durante uma transmissão ao vivo em seu canal no YouTube, em 29 de agosto de 2021, e teve início no dia 8 de abril de 2022, em São Paulo.
O show tem como intuito reproduzir os grandes concertos da Banda Calypso (formada por ela e seu ex-marido Ximbinha entre 1999 e 2015), com 100 datas pelo Brasil e exterior, estruturas de palco elaboradas, banda e corpo de balé numerosos e figurinos da época, bem como revisitar boa parte de seu repertório.

## Antecedentes e anúncio
Em 29 de agosto de 2021, durante uma transmissão ao vivo em seu canal no YouTube, Joelma anunciou uma turnê intitulada Isso É Calypso, dizendo ainda que "Banda Isso É Calypso vai voltar". O anúncio foi interpretado pelos fãs e pela mídia como o retorno da Banda Calypso, formada por ela e seu ex-marido Ximbinha entre 1999 e 2015, mas a cantora afirmou que a turnê seria da carreira solo. Em 23 de setembro de 2021, ela lançou a canção "Sim", que foi divulgada como o primeiro single do projeto.
Em 25 de fevereiro de 2022, Joelma anunciou a data de estreia da turnê para 8 de abril de 2022 no Centro de Tradições Nordestinas (CTN), em São Paulo. Logo após, ela começou a postar fotos de momentos marcantes da carreira em sua conta nas redes sociais. Em 13 de março, Joelma lançou o EP Isso É Calypso (EP 1), com repertório formado por canções gravadas anteriormente. Uma continuação do EP, Isso É Calypso (EP 2), foi lançado em 7 de abril de 2022, contendo três regravações e uma faixa inédita.

## Desenvolvimento
Numa entrevista concedida para a Caras, durante a coletiva de imprensa para a divulgação do single "Sim", Joelma comentou sobre o processo de concepção da turnê: "Não tem como desvincular Joelma de [Banda] Calypso, nem [Banda] Calypso de Joelma. A banda [...] tem a minha identidade, de cantar, de dançar, de interpretar, de figurino, as aberturas que eu fazia. [...] É muito bom poder voltar e fazer isso de novo de uma maneira inovadora. Tô me divertindo muito fazendo isso. Fica um coração cheio de alegria de ver quanta coisa legal. Foi muita dedicação, muita entrega. Tá sendo uma coisa maravilhosa poder pegar tudo isso e trazer de volta [...] De uma maneira que a galera vai lembrar do 'lá de trás' e também vai comemorar o novo".
Em março de 2022, foi noticiado que a turnê teria como intuito reproduzir os grandes concertos da Banda Calypso, com 100 datas por todo o Brasil e exterior, estruturas de palco elaboradas, banda e corpo de balé numerosos e figurinos da época, bem como revisitar boa parte de seu repertório. Joelma ainda comentou que a turnê teria três repertórios diferentes.

## Gravações e transmissões
Numa entrevista para a Contigo!, em setembro de 2021, Joelma disse que "o plano [era] fazer todos os shows e depois transformar a turnê em um DVD". Em 14 de maio de 2022, Joelma se apresentou para um público superior a 25 mil pessoas no Sambódromo de Manaus. Esta apresentação gerou o terceiro álbum ao vivo da cantora, Isso É Calypso na Amazônia, que foi lançado em 15 de agosto de 2022. O projeto remete ao registro ao vivo Banda Calypso na Amazônia, gravado no mesmo local em 2004. Em 30 de dezembro de 2023, foi exibido pela Record como um especial de fim de ano.
Em outubro de 2022, Joelma anunciou a gravação de um projeto em cinco capitais brasileiras intitulado Isso É Calypso Tour Brasil, que remete ao álbum ao vivo Banda Calypso pelo Brasil (2006): a primeira parte do projeto foi gravada em 3 de dezembro de 2022 no Classic Hall, em Recife, e lançada em 28 de março de 2024; a segunda foi gravada em 14 de abril de 2023 no CTN, em São Paulo, e lançada em 5 de abril de 2024; a terceira foi gravada em 24 de novembro de 2023 no Mangueirão, em Belém, e lançada em 30 de dezembro de 2024; a quarta foi gravada em 11 de janeiro de 2025 na Praça do Papa, em Vitória.
O show realizado em 8 de março de 2024 no Vibra São Paulo, em São Paulo, foi transmitido ao vivo pelo Multishow e pelo Globoplay.
Em 13 de setembro de 2024, Joelma gravou no Coliseu dos Recreios, em Lisboa, capital de Portugal, o seu primeiro álbum ao vivo internacional em carreira solo, Isso É Calypso Tour Portugal: Uma Noite Amazônica.

## Repertório
O repertório abaixo é constituído do show de estreia da turnê, feito no dia 8 de abril de 2022 em São Paulo, não sendo representativo de todos os concertos.
1. "Abertura" (contém elementos de "Como uma Virgem", "Dançando Calypso", "Maridos e Esposas", "Pará Belém" e "Isso É Calypso")
2. "Esperando por Você"
3. "Cúmbia do Amor"
4. "Dudu"
5. "Príncipe Encantado"
6. "Dançando Calypso"
7. "Amor nas Estrelas"
8. "Anjo do Prazer"
9. "Estrela Dourada"
10. "Não Faz Sentido"
11. "Imagino"
12. "Pra Te Esquecer"
13. "Nenê"
14. "Anjo"
15. "Primeiro Amor"
16. "Esqueça Meu Coração"
17. "Muito Além do Prazer"
18. "Deixa Eu Sonhar"
19. "Um Novo Ser"
20. "A Lua Me Traiu"
21. "Pra Me Conquistar"
22. "Gigantes do Norte" (precedida por elementos de "Pará Calypso")
23. "Isso É Calypso"

Bis
1. "Temporal"
2. "Chamo por Você"
3. "Me Telefona"

O repertório abaixo é constituído do show de estreia da segunda fase da turnê, feito no dia 16 de março de 2025 em Aracaju, não sendo representativo de todos os concertos.
1. "Abertura" (contém elementos de "Cúmbia do Amor", "Dudu" e "Merengue Sensual")
2. "Dançando Calypso"
3. "Pra Te Esquecer" (precedida por elementos de "Chamo por Você" e "Nenê")
4. "Estrela Dourada" (precedida por elementos de "Deusa da Paixão")
5. "Passe de Mágica" (feat. João Gomes)
6. "Muito Além do Prazer"
7. "Choro por Você"
8. "Aquele Alguém"
9. "Homem Perfeito"
10. "Cúmbia do Amor"
11. "Dudu"
12. "Solidão" (precedida por elementos de "Primeiro Amor" e "Temporal")
13. "Voando pro Pará"
14. "Dois Corações"
15. "Não Faz Sentido"
16. "Minha Fortaleza"
17. "Odalisca" (disputa de dança do público)
18. "Vendaval" (disputa de dança do público)
19. "A Lua Me Traiu"
20. "Ainda Te Amo" (precedida por elementos de "Um Beijo Seu" e "Você Me Enganou")

Bis
1. "Acelerou"

## Datas
| Data                    | Cidade                     | País           | Local                                                  |
| Primeira fase           | Primeira fase              | Primeira fase  | Primeira fase                                          |
| América do Sul          | América do Sul             | América do Sul | América do Sul                                         |
| ----------------------- | -------------------------- | -------------- | ------------------------------------------------------ |
| 8 de abril de 2022      | São Paulo                  | Brasil         | Centro de Tradições Nordestinas                        |
| 14 de maio de 2022      | Manaus                     | Brasil         | Sambódromo de Manaus                                   |
| 3 de junho de 2022      | Rio de Janeiro             | Brasil         | Centro Luiz Gonzaga de Tradições Nordestinas           |
| 16 de junho de 2022     | João Pessoa                | Brasil         | Rua Rodopiano Ferreira da Nóbrega                      |
| 19 de junho de 2022     | Medeiros Neto              | Brasil         | Praça Sete                                             |
| 23 de junho de 2022     | Parintins                  | Brasil         | Planeta Boi                                            |
| 25 de junho de 2022     | Zé Doca                    | Brasil         | Praça do Viva                                          |
| 28 de junho de 2022     | Santa Inês                 | Brasil         | Praça da Raposa                                        |
| 1 de julho de 2022      | Governador Valadares       | Brasil         | Parque de Exposições José Tavares Pereira              |
| 2 de julho de 2022      | Aracatu                    | Brasil         | Praça do Gererê                                        |
| 8 de julho de 2022      | Recife                     | Brasil         | Praça Sérgio Loreto                                    |
| 9 de julho de 2022      | Osasco                     | Brasil         | Arena Castelo Show                                     |
| 23 de julho de 2022     | Presidente Bernardes       | Brasil         | Parque de Exposição Kaquim Quintão                     |
| 29 de julho de 2022     | Ji-Paraná                  | Brasil         | Esporte Clube Vera Cruz                                |
| 30 de julho de 2022     | Porto Velho                | Brasil         | Talismã 21                                             |
| 31 de julho de 2022     | Guajará-Mirim              | Brasil         | Rotary Club de Guajará-Mirim                           |
| 13 de agosto de 2022    | Rio Piracicaba             | Brasil         | Parque de Exposições Antônio Maria Cota                |
| 24 de agosto de 2022    | Teresina                   | Brasil         | Vila Olímpica do Albertão                              |
| 28 de agosto de 2022    | Almeirim                   | Brasil         | Estádio Alberto Monteiro de Sousa                      |
| 3 de setembro de 2022   | Pau dos Ferros             | Brasil         | Praça de Eventos Nossa Senhora da Conceição            |
| 5 de setembro de 2022   | Manaus                     | Brasil         | Porto de Manaus                                        |
| 6 de setembro de 2022   | Itacoatiara                | Brasil         | Centro de Eventos Juracema Holanda                     |
| 7 de setembro de 2022   | São Luís                   | Brasil         | Parque Independência                                   |
| 17 de setembro de 2022  | Rio de Janeiro             | Brasil         | Qualistage                                             |
| 23 de setembro de 2022  | São Mateus                 | Brasil         | Parque de Exposições de São Mateus                     |
| 24 de setembro de 2022  | Costa Marques              | Brasil         | Praia do Curralinho                                    |
| 8 de outubro de 2022    | Fortaleza                  | Brasil         | Arena Castelão                                         |
| 11 de outubro de 2022   | João Alfredo               | Brasil         | Polo Maestro Mê                                        |
| 15 de outubro de 2022   | Santa Bárbara do Tugúrio   | Brasil         | Parque de Eventos João Antônio de Carvalho             |
| 22 de outubro de 2022   | Natal                      | Brasil         | Shock Show                                             |
| 23 de outubro de 2022   | Goiânia                    | Brasil         | Arena Multiplace                                       |
| 19 de novembro de 2022  | Maceió                     | Brasil         | Summer Club                                            |
| 25 de novembro de 2022  | São Paulo                  | Brasil         | Centro de Tradições Nordestinas                        |
| 3 de dezembro de 2022   | Recife                     | Brasil         | Classic Hall                                           |
| 17 de dezembro de 2022  | Terra Santa                | Brasil         | Parque de Exposições Manduca Bentes                    |
| 29 de dezembro de 2022  | Benevides                  | Brasil         | Área externa do Ginásio Nagibão                        |
| 30 de dezembro de 2022  | Ferreira Gomes             | Brasil         | Orla de Ferreira Gomes                                 |
| 31 de dezembro de 2022  | Mazagão                    | Brasil         | Anfiteatro Mestre Jorge                                |
| 22 de janeiro de 2023   | Quirinópolis               | Brasil         | Lago Sol Poente                                        |
| 25 de janeiro de 2023   | Calçoene                   | Brasil         | Avenida Teodoro Antônio Leal                           |
| 27 de janeiro de 2023   | Barcelos                   | Brasil         | Piabódromo                                             |
| 4 de fevereiro de 2023  | Macapá                     | Brasil         | Mercado Central de Macapá                              |
| 1 de abril de 2023      | Campina Grande             | Brasil         | Clube Campestre                                        |
| 8 de abril de 2023      | Rio de Janeiro             | Brasil         | Centro Luiz Gonzaga de Tradições Nordestinas           |
| 14 de abril de 2023     | São Paulo                  | Brasil         | Centro de Tradições Nordestinas                        |
| 22 de abril de 2023     | Brasília                   | Brasil         | Torre de TV de Brasília                                |
| 29 de abril de 2023     | Urucurituba                | Brasil         | Cacauódromo                                            |
| 1 de maio de 2023       | Rio Branco                 | Brasil         | Palácio Rio Branco                                     |
| 6 de maio de 2023       | Itaubal                    | Brasil         | Campo Tunicão                                          |
| América do Norte        |                            |                |                                                        |
| 12 de maio de 2023      | Newark                     | Estados Unidos | Robert Treat Hotel                                     |
| 13 de maio de 2023      | Bridgeport                 | Estados Unidos | Camarote Lounge                                        |
| 14 de maio de 2023      | Revere                     | Estados Unidos | Oceanside Events Center                                |
| América do Sul          |                            |                |                                                        |
| 20 de maio de 2023      | Manaus                     | Brasil         | Sambódromo de Manaus                                   |
| 3 de junho de 2023      | Recife                     | Brasil         | Praça Sérgio Loreto                                    |
| 10 de junho de 2023     | Mossoró                    | Brasil         | Estação das Artes Elizeu Ventania                      |
| 11 de junho de 2023     | Santa Rita                 | Brasil         | Praça do Povo                                          |
| 18 de junho de 2023     | São Luís                   | Brasil         | Praça Maria Aragão                                     |
| 19 de junho de 2023     | Barra do Corda             | Brasil         | Espaço Cultural                                        |
| 21 de junho de 2023     | Palmas                     | Brasil         | Estacionamento do Estádio Nilton Santos                |
| 22 de junho de 2023     | Santa Luzia                | Brasil         | Parque de Eventos de Santa Luzia                       |
| 23 de junho de 2023     | Aracaju                    | Brasil         | Orla de Atalaia                                        |
| 24 de junho de 2023     | São Félix do Coribe        | Brasil         | Praça do Forró                                         |
| 25 de junho de 2023     | São Paulo                  | Brasil         | Parque Ibirapuera                                      |
| 28 de junho de 2023     | Aracaju                    | Brasil         | Praça de Eventos Hilton Lopes                          |
| 29 de junho de 2023     | Maceió                     | Brasil         | Estacionamento do Jaraguá                              |
| 30 de junho de 2023     | Nossa Senhora do Socorro   | Brasil         | Arena Siri                                             |
| 1 de julho de 2023      | Caruaru                    | Brasil         | Pátio de Eventos Luiz Gonzaga                          |
| 2 de julho de 2023      | Aracati                    | Brasil         | Largo da Matriz                                        |
| 6 de julho de 2023      | Ulianópolis                | Brasil         | Praça dos Três Poderes                                 |
| 22 de julho de 2023     | Santa Maria das Barreiras  | Brasil         | Praia do Piu                                           |
| 1 de setembro de 2023   | São Gabriel da Cachoeira   | Brasil         | Estádio Quirinão                                       |
| 9 de setembro de 2023   | Feliz Natal                | Brasil         | Parque de Exposições de Feliz Natal                    |
| 10 de setembro de 2023  | Sinop                      | Brasil         | Praia do Cortado                                       |
| 15 de setembro de 2023  | Imperatriz                 | Brasil         | Parque de Exposições Lourenço Vieira da Silva          |
| 16 de setembro de 2023  | Bujaru                     | Brasil         | Cais de Arrimo                                         |
| 30 de setembro de 2023  | Carauari                   | Brasil         | Orla Municipal de Carauari                             |
| 13 de outubro de 2023   | Rondonópolis               | Brasil         | Jonas Music Hall                                       |
| 14 de outubro de 2023   | Cuiabá                     | Brasil         | Lua Morena                                             |
| 21 de outubro de 2023   | Joinville                  | Brasil         | Centro de Eventos Rancho 3.R.E                         |
| 24 de outubro de 2023   | Manaus                     | Brasil         | Parque Amazonino Mendes                                |
| 26 de outubro de 2023   | Caroebe                    | Brasil         | Parque de Vaquejada                                    |
| 4 de novembro de 2023   | Boa Vista                  | Brasil         | Estacionamento do Canarinho                            |
| 10 de novembro de 2023  | Nova Russas                | Brasil         | Praça Artur Pereira                                    |
| 11 de novembro de 2023  | Mossoró                    | Brasil         | Thermas Hall                                           |
| 14 de novembro de 2023  | São Paulo                  | Brasil         | Centro de Tradições Nordestinas                        |
| 18 de novembro de 2023  | Recife                     | Brasil         | Classic Hall                                           |
| 24 de novembro de 2023  | Belém                      | Brasil         | Mangueirão                                             |
| 1 de dezembro de 2023   | Parauapebas                | Brasil         | Praça dos Esportes Radicais                            |
| 8 de dezembro de 2023   | Ceará-Mirim                | Brasil         | Parque da Cidade                                       |
| 15 de dezembro de 2023  | Rio Verde                  | Brasil         | Parque Zilda Arns                                      |
| 16 de dezembro de 2023  | Goiânia                    | Brasil         | Arena da Pecuária                                      |
| 18 de dezembro de 2023  | Tapauá                     | Brasil         | Praça Daniel Albuquerque                               |
| 31 de dezembro de 2023  | Manaus                     | Brasil         | Praia da Ponta Negra                                   |
| 1 de janeiro de 2024    | Rio Preto da Eva           | Brasil         | Centro de Eventos de Rio Preto da Eva                  |
| 3 de janeiro de 2024    | Ananindeua                 | Brasil         | Avenida Santa Fé                                       |
| 5 de janeiro de 2024    | Santa Izabel do Pará       | Brasil         | Estádio Edilson Abreu                                  |
| 6 de janeiro de 2024    | Vigia                      | Brasil         | Espaço Cultural Tia Pê                                 |
| 11 de janeiro de 2024   | São Joaquim do Monte       | Brasil         | Pátio de Eventos João Tenório Vaz Cavalcanti           |
| 12 de janeiro de 2024   | Nova Olinda                | Brasil         | Largo da Prefeitura                                    |
| 13 de janeiro de 2024   | Natal                      | Brasil         | Estacionamento do Partage Norte Shopping               |
| 20 de janeiro de 2024   | São Luís                   | Brasil         | Cidade do Carnaval                                     |
| 26 de janeiro de 2024   | Florianópolis              | Brasil         | Parque Náutico Walter Lange                            |
| 27 de janeiro de 2024   | São Paulo                  | Brasil         | Allianz Parque                                         |
| 2 de março de 2024      | Iquitos                    | Peru           | Mr. Pardo                                              |
| 8 de março de 2024      | São Paulo                  | Brasil         | Vibra São Paulo                                        |
| 9 de março de 2024      | Ribeirão Preto             | Brasil         | Quinta Linda Centro de Eventos                         |
| Europa                  |                            |                |                                                        |
| 16 de março de 2024     | Conthey                    | Suíça          | Salle Polyvalente                                      |
| 22 de março de 2024     | Bruxelas                   | Bélgica        | Birmingham Palace                                      |
| 23 de março de 2024     | Lisboa                     | Portugal       | Coliseu dos Recreios                                   |
| 24 de março de 2024     | Londres                    | Inglaterra     | KOKO                                                   |
| América do Sul          |                            |                |                                                        |
| 30 de março de 2024     | Santarém                   | Brasil         | Estacionamento do Rio Tapajós Shopping                 |
| 31 de março de 2024     | Rio Preto da Eva           | Brasil         | Centro de Eventos de Rio Preto da Eva                  |
| 6 de abril de 2024      | Tutóia                     | Brasil         | Avenida Paulino Neves                                  |
| 9 de abril de 2024      | São Félix do Xingu         | Brasil         | Parque de Exposições Rosiron Prudente                  |
| 13 de abril de 2024     | Vitória                    | Brasil         | Embraza Eventos e Gastronomia                          |
| 19 de abril de 2024     | Acará                      | Brasil         | Orla Municipal de Acará                                |
| 20 de abril de 2024     | Marituba                   | Brasil         | Atrás do Ginásio Poliesportivo                         |
| 30 de abril de 2024     | Santana                    | Brasil         | Avenida Santana                                        |
| 3 de maio de 2024       | Manaus                     | Brasil         | Sambódromo de Manaus                                   |
| 4 de maio de 2024       | Porto Velho                | Brasil         | Talismã 21                                             |
| 11 de maio de 2024      | Parnaíba                   | Brasil         | Balão do João XXIII                                    |
| 17 de maio de 2024      | Goiânia                    | Brasil         | Parque de Exposições Pedro Ludovico Teixeira           |
| 18 de maio de 2024      | São Paulo                  | Brasil         | Vale do Anhangabaú                                     |
| 24 de maio de 2024      | Tefé                       | Brasil         | Praça Remanso do Boto                                  |
| 26 de maio de 2024      | Maracanã                   | Brasil         | Praça Matriz de São Miguel Arcanjo                     |
| 31 de maio de 2024      | São Paulo                  | Brasil         | Arena Pinheiros                                        |
| 1 de junho de 2024      | São José dos Campos        | Brasil         | Palácio Sunset                                         |
| 2 de junho de 2024      | Buritizeiro                | Brasil         | Área de Eventos                                        |
| 7 de junho de 2024      | Caruaru                    | Brasil         | Pátio de Eventos Luiz Gonzaga                          |
| 8 de junho de 2024      | Ceilândia                  | Brasil         | Sesc Bartolomeu Martins                                |
| 12 de junho de 2024     | Inhuma                     | Brasil         | Praça de Eventos do Poliesportivo Deputado Mussa Demes |
| 14 de junho de 2024     | Esperantina                | Brasil         | Arena São João                                         |
| 15 de junho de 2024     | São Luís                   | Brasil         | Praça Maria Aragão                                     |
| 16 de junho de 2024     | Belém                      | Brasil         | Estacionamento do Mangueirão                           |
| 20 de junho de 2024     | Barra do Corda             | Brasil         | Espaço Cultural                                        |
| 21 de junho de 2024     | São Pedro do Piauí         | Brasil         | Praça de Eventos de São Pedro do Piauí                 |
| 22 de junho de 2024     | Araripina                  | Brasil         | Parque Três Vaqueiros                                  |
| 23 de junho de 2024     | Caculé                     | Brasil         | Estádio Nilo Xavier                                    |
| 24 de junho de 2024     | Euclides da Cunha          | Brasil         | Praça de Eventos de Euclides da Cunha                  |
| 26 de junho de 2024     | Aracaju                    | Brasil         | Praça de Eventos Hilton Lopes                          |
| 27 de junho de 2024     | Aracaju                    | Brasil         | Orla de Atalaia                                        |
| 28 de junho de 2024     | Dias d'Ávila               | Brasil         | Praça do Imbassay                                      |
| 29 de junho de 2024     | Itabuna                    | Brasil         | Arena Zé Cachoeira                                     |
| 30 de junho de 2024     | Itaparica                  | Brasil         | Praça Campo Formoso                                    |
| 4 de julho de 2024      | Breu Branco                | Brasil         | Orla de Breu Branco                                    |
| 5 de julho de 2024      | Nova Timboteua             | Brasil         | Quadra do Mingau                                       |
| 6 de julho de 2024      | Macapá                     | Brasil         | Praça Jacy Barata Jucá                                 |
| 7 de julho de 2024      | Teresina                   | Brasil         | Espaço Arena Teresina Shopping                         |
| 12 de julho de 2024     | Juazeiro do Norte          | Brasil         | Parque de Eventos Padre Cícero                         |
| 13 de julho de 2024     | Uruoca                     | Brasil         | Praça de Eventos de Uruoca                             |
| 14 de julho de 2024     | Brasília                   | Brasil         | Na Praia Parque                                        |
| 19 de julho de 2024     | Mocajuba                   | Brasil         | Praia dos Gorgons                                      |
| 20 de julho de 2024     | Barcarena                  | Brasil         | Praia do Caripi                                        |
| 21 de julho de 2024     | São Miguel do Guamá        | Brasil         | Complexo Beira Rio                                     |
| 26 de julho de 2024     | Afuá                       | Brasil         | Camaródromo                                            |
| 27 de julho de 2024     | Presidente Figueiredo      | Brasil         | Praça da Vitória                                       |
| 28 de julho de 2024     | Goiana                     | Brasil         | Praia de Carne de Vaca                                 |
| 2 de agosto de 2024     | Coari                      | Brasil         | Centro Cultural Carlos Braga                           |
| 4 de agosto de 2024     | Bragança                   | Brasil         | Orla de Bragança                                       |
| 9 de agosto de 2024     | Ouro Preto do Oeste        | Brasil         | Parque Expo Show Norte                                 |
| 11 de agosto de 2024    | Itabira                    | Brasil         | Parque de Exposições Virgílio José Gazire              |
| 17 de agosto de 2024    | Fortaleza                  | Brasil         | Iguatemi Hall                                          |
| 24 de agosto de 2024    | Recife                     | Brasil         | Classic Hall                                           |
| 30 de agosto de 2024    | Boa Vista                  | Brasil         | Parque do Rio Branco                                   |
| 5 de setembro de 2024   | Alto Alegre do Pindaré     | Brasil         | Prainha do Pindaré                                     |
| 6 de setembro de 2024   | São Luís                   | Brasil         | Cidade da Alegria                                      |
| Europa                  |                            |                |                                                        |
| 13 de setembro de 2024  | Lisboa                     | Portugal       | Coliseu dos Recreios                                   |
| 14 de setembro de 2024  | Porto                      | Portugal       | Coliseu do Porto                                       |
| 15 de setembro de 2024  | Bilbau                     | Espanha        | Santana 27                                             |
| América do Sul          |                            |                |                                                        |
| 21 de setembro de 2024  | Santarém                   | Brasil         | Lago do Botos                                          |
| 5 de outubro de 2024    | Pucallpa                   | Peru           | Campo Ferial de Yarinacocha                            |
| 6 de outubro de 2024    | Cusco                      | Peru           | Explanada del Instituto Túpac Amaru                    |
| 19 de outubro de 2024   | São João de Meriti         | Brasil         | Via Music Hall                                         |
| 25 de outubro de 2024   | Novo Airão                 | Brasil         | Lagoa do Peixe-Boi                                     |
| 27 de outubro de 2024   | Chapadinha                 | Brasil         | Praça do Povo                                          |
| 2 de novembro de 2024   | Recife                     | Brasil         | Parador                                                |
| 8 de novembro de 2024   | Barra de São Francisco     | Brasil         | Parque de Festas Albuíno Azeredo                       |
| 10 de novembro de 2024  | Petrópolis                 | Brasil         | Parque Municipal Prefeito Paulo Rattes                 |
| 17 de novembro de 2024  | Petrópolis                 | Brasil         | Parque Municipal Prefeito Paulo Rattes                 |
| 19 de novembro de 2024  | São Paulo                  | Brasil         | Centro de Tradições Nordestinas                        |
| 28 de novembro de 2024  | Ceará-Mirim                | Brasil         | Parque da Cidade                                       |
| 1 de dezembro de 2024   | Vinhedo                    | Brasil         | Hopi Hari                                              |
| 6 de dezembro de 2024   | Sobral                     | Brasil         | Boulevard do Arco                                      |
| 27 de dezembro de 2024  | Florianópolis              | Brasil         | Stage Music Park                                       |
| 30 de dezembro de 2024  | Cametá                     | Brasil         | Praça da Cultura                                       |
| 31 de dezembro de 2024  | Fortaleza                  | Brasil         | Aterro da Praia de Iracema                             |
| 1 de janeiro de 2025    | Palmas                     | Brasil         | Feira Coberta do Jardim Aureny III                     |
| 11 de janeiro de 2025   | Vitória                    | Brasil         | Praça do Papa                                          |
| 17 de janeiro de 2025   | Maceió                     | Brasil         | Praia de Jaraguá                                       |
| 18 de janeiro de 2025   | João Pessoa                | Brasil         | Busto de Tamandaré                                     |
| 19 de janeiro de 2025   | Nova Cruz                  | Brasil         | Praça Pública                                          |
| 25 de janeiro de 2025   | Condado                    | Brasil         | Praça de Eventos Dr. Joaquim Veloso Maranhão           |
| 31 de janeiro de 2025   | Goiana                     | Brasil         | Praia de Ponta de Pedras                               |
| 1 de fevereiro de 2025  | Guarabira                  | Brasil         | Parque de Eventos Poeta Ronaldo Cunha Lima             |
| 7 de fevereiro de 2025  | Parauapebas                | Brasil         | Estacionamento do Partage Shopping                     |
| 8 de fevereiro de 2025  | Marabá                     | Brasil         | Arena Positivo                                         |
| 9 de fevereiro de 2025  | São Bento do Tocantins     | Brasil         | Praça Osvaldo Franco                                   |
| 15 de fevereiro de 2025 | Penalva                    | Brasil         | Praça de Eventos de Penalva                            |
| 13 de março de 2025     | Santo Antônio do Içá       | Brasil         | Praça Antônio Leão                                     |
| Segunda fase            |                            |                |                                                        |
| 16 de março de 2025     | Aracaju                    | Brasil         | Orla de Alataia                                        |
| 18 de março de 2025     | Angelim                    | Brasil         | Rua São José                                           |
| 22 de março de 2025     | Petrolina                  | Brasil         | Zé Matuto                                              |
| 28 de março de 2025     | Ipiranga do Norte          | Brasil         | Praça Central Ilberto Effting                          |
| 29 de março de 2025     | Cuiabá                     | Brasil         | Lua Morena                                             |
| 5 de abril de 2025      | João Pessoa                | Brasil         | Estação Cabo Branco                                    |
| 12 de abril de 2025     | Recife                     | Brasil         | Área externa do Centro de Convenções de Pernambuco     |
| 19 de abril de 2025     | Gravatá                    | Brasil         | Pátio de Eventos Chucre Mussa Zarzar                   |
| 26 de abril de 2025     | Buriti de Goiás            | Brasil         | Parque de Exposições de Buriti de Goiás                |
| 30 de abril de 2025     | Barra do Ouro              | Brasil         | Praça Nemésio Miranda                                  |
| 2 de maio de 2025       | Mara Rosa                  | Brasil         | Parque de Exposição de Mara Rosa                       |
| 3 de maio de 2025       | São João da Paraúna        | Brasil         | Parque de Eventos de São João da Paraúna               |
| 9 de maio de 2025       | Boa Vista do Ramos         | Brasil         | Orla Municipal Luciana Tavares                         |
| 11 de maio de 2025      | Tangará da Serra           | Brasil         | Parque de Exposições de Tangará da Serra               |
| 17 de maio de 2025      | Minaçu                     | Brasil         | Parque de Exposições de Minaçu                         |
| 24 de maio de 2025      | São Sebastião do Tocantins | Brasil         | Praça do Peixe                                         |
| 30 de maio de 2025      | São Paulo                  | Brasil         | Centro de Tradições Nordestinas                        |
| 31 de maio de 2025      | São Luiz do Norte          | Brasil         | Estação de Eventos Cristovam Elmyr Laignier            |
| 1 de junho de 2025      | Senador Canedo             | Brasil         | Estação da Cultura José Rodrigues                      |
| 5 de junho de 2025      | Bragança                   | Brasil         | Estação Cultural Armando Bordallo da Silva             |
| 6 de junho de 2025      | São Luís                   | Brasil         | Espaço Reserva do Shopping da Ilha                     |
| 7 de junho de 2025      | Muaná                      | Brasil         | Praça do Camarão                                       |
| 11 de junho de 2025     | Barbalha                   | Brasil         | Parque da Cidade de Barbalha                           |
| 14 de junho de 2025     | Campina Grande             | Brasil         | Parque do Povo                                         |
| 15 de junho de 2025     | Belém                      | Brasil         | Estacionamento do Mangueirão                           |
| 19 de junho de 2025     | Irecê                      | Brasil         | Cidade do São João                                     |
| 20 de junho de 2025     | Campo Formoso              | Brasil         | Praça de Eventos de Poços                              |
| 21 de junho de 2025     | Serrinha                   | Brasil         | Arena Marianão                                         |
| 22 de junho de 2025     | Capim Grosso               | Brasil         | Praça Cesiano Carlos do Nascimento                     |
| 23 de junho de 2025     | Candeias                   | Brasil         | Central de Abastecimento                               |
| 24 de junho de 2025     | Uauá                       | Brasil         | Praça São João Batista                                 |
| 26 de junho de 2025     | Aracaju                    | Brasil         | Orla de Alataia                                        |
| 27 de junho de 2025     | Estância                   | Brasil         | Forródromo de Estância                                 |
| 28 de junho de 2025     | Nossa Senhora do Socorro   | Brasil         | Arena Siri                                             |
| 29 de junho de 2025     | Esperança                  | Brasil         | Praça da Cultura                                       |
| 2 de julho de 2025      | Bernardo do Mearim         | Brasil         | Praça de Eventos João do Vale                          |
| 3 de julho de 2025      | Santo Antônio dos Lopes    | Brasil         | Quadra de Eventos                                      |
| 4 de julho de 2025      | Santa Inês                 | Brasil         | Parque da Juventude                                    |
| 5 de julho de 2025      | Mineiros                   | Brasil         | Parque de Exposições de Mineiros                       |
| 9 de julho de 2025      | Oriximiná                  | Brasil         | Parque de Exposições José Diniz Filho                  |
| 11 de julho de 2025     | Cascavel                   | Brasil         | Praça de São Francisco                                 |
| 13 de julho de 2025     | Codó                       | Brasil         | Praça de São Sebastião                                 |
| 16 de julho de 2025     | Cordeiro                   | Brasil         | Parque de Exposições Raul Veiga                        |
| 19 de julho de 2025     | Serrita                    | Brasil         | Parque Nacional do Vaqueiro                            |
| 20 de julho de 2025     | Bacabal                    | Brasil         | Centro Cultural de Bacabal                             |
| 23 de julho de 2025     | Garanhuns                  | Brasil         | Praça Mestre Dominguinhos                              |
| 27 de julho de 2025     | Curitiba                   | Brasil         | Estádio Durival Britto e Silva                         |
| 2 de agosto de 2025     | Recife                     | Brasil         | Classic Hall                                           |
| 3 de agosto de 2025     | Brasília                   | Brasil         | Na Praia Parque                                        |
| 6 de agosto de 2025     | Tomé-Açu                   | Brasil         | Parque de Exposição Jovelino Botelho                   |
| 16 de agosto de 2025    | Silves                     | Brasil         | Arena Folclore                                         |
| 5 de setembro de 2025   | Manaus                     | Brasil         | Centro Histórico de Manaus                             |
| 14 de setembro de 2025  | São Paulo                  | Brasil         | Autódromo de Interlagos                                |
| 17 de setembro de 2025  | Belém                      | Brasil         | Rio Guamá                                              |
| 26 de setembro de 2025  | Puerto Maldonado           | Peru           | Explanada del Estadio IPD                              |
| 27 de setembro de 2025  | Lima                       | Peru           | Explanada del Estadio San Marcos                       |
| 28 de setembro de 2025  | Iquitos                    | Peru           | Mr. Pardo                                              |
| 4 de outubro de 2025    | Monte Alegre               | Brasil         | Praça da Matriz de Monte Alegre                        |
| 9 de outubro de 2025    | Rubiataba                  | Brasil         | Praça das Palmeiras                                    |
| 18 de outubro de 2025   | Brasília                   | Brasil         | Granja do Torto                                        |
| 22 de novembro de 2025  | Fortaleza                  | Brasil         | Estacionamento da Arena Castelão                       |
| 22 de dezembro de 2025  | Macaíba                    | Brasil         | Praça Paulo Holanda Paz                                |
| 27 de dezembro de 2025  | Santa Bárbara do Tugúrio   | Brasil         | Praça Central                                          |

### Showscancelados
| Data                   | Cidade                   | País           | Local                                        | Motivo                                                                                |
| Primeira fase          | Primeira fase            | Primeira fase  | Primeira fase                                | Primeira fase                                                                         |
| América do Sul         | América do Sul           | América do Sul | América do Sul                               | América do Sul                                                                        |
| ---------------------- | ------------------------ | -------------- | -------------------------------------------- | ------------------------------------------------------------------------------------- |
| 21 de maio de 2022     | Porto Alegre             | Brasil         | Auditório Araújo Vianna                      | Desconhecido                                                                          |
| 11 de junho de 2022    | São Desidério            | Brasil         | Espaço Edson José de Souza                   | Problemas de saúde                                                                    |
| 12 de junho de 2022    | Cordeirópolis            | Brasil         | Praça Comendador Jamil Abrahão Saad          | Problemas de saúde                                                                    |
| 18 de junho de 2022    | Salvador                 | Brasil         | Centro de Convenções Salvador                | Festival cancelado pela baixa procura de ingressos                                    |
| 23 de junho de 2022    | Limoeiro                 | Brasil         | Parque de Exposições Dr. Emídio Cavalcante   | Festival cancelado pelas fortes chuvas na região                                      |
| 24 de junho de 2022    | Paulista                 | Brasil         | Praça João Pessoa                            | Festival cancelado pelas fortes chuvas na região                                      |
| 29 de junho de 2022    | Raposa                   | Brasil         | Viva Raposa                                  | Superfaturamento                                                                      |
| 12 de novembro de 2022 | Alvorada                 | Brasil         | Orla da Lagoa da Ema                         | COVID-19                                                                              |
| 8 de dezembro de 2022  | Salvador                 | Brasil         | Arena Fonte Nova                             | Festival cancelado por questões estratégicas causadas pela Copa do Mundo FIFA de 2022 |
| 7 de julho de 2023     | Bragança                 | Brasil         | Estação Cultural Armando Bordallo da Silva   | Problemas de saúde                                                                    |
| 8 de julho de 2023     | Macaíba                  | Brasil         | Praça Paulo Holanda Paz                      | Problemas de saúde                                                                    |
| 12 de julho de 2023    | Crato                    | Brasil         | Parque de Exposição Pedro Felício Cavalcanti | Problemas de saúde                                                                    |
| 15 de julho de 2023    | Gravatá                  | Brasil         | Arena Mix                                    | Problemas de saúde                                                                    |
| 21 de julho de 2023    | Xinguara                 | Brasil         | Praia do Pontão                              | Força maior                                                                           |
| 23 de julho de 2023    | Palmeiras do Tocantins   | Brasil         | Praia do Pedral                              | Problemas de saúde                                                                    |
| 25 de julho de 2023    | Parnaíba                 | Brasil         | Calçadão Cultural                            | Problemas de saúde                                                                    |
| 28 de julho de 2023    | Presidente Figueiredo    | Brasil         | Praça da Vitória                             | Problemas de saúde                                                                    |
| 29 de julho de 2023    | Peixe-Boi                | Brasil         | Orla do Rio Peixe-Boi                        | Problemas de saúde                                                                    |
| 30 de julho de 2023    | Contagem                 | Brasil         | Espaço VIP                                   | Festival cancelado após suspeita de golpe por parte das empresas organizadoras        |
| 30 de julho de 2023    | Manaus                   | Brasil         | Avenida Itaúba                               | Problemas de saúde                                                                    |
| 1 de agosto de 2023    | Ariquemes                | Brasil         | Parque de Exposições da APA                  | Problemas de saúde                                                                    |
| 2 de agosto de 2023    | Coari                    | Brasil         | Centro Cultural Carlos Braga                 | Problemas de saúde                                                                    |
| 12 de agosto de 2023   | Uruoca                   | Brasil         | Praça de Eventos de Uruoca                   | Problemas de saúde                                                                    |
| 19 de agosto de 2023   | Ceilândia                | Brasil         | QNN 12                                       | Quebra de contrato                                                                    |
| 29 de dezembro de 2023 | Pontal do Paraná         | Brasil         | Centro de Eventos Marissol                   | Festival cancelado por problemas operacionais                                         |
| 7 de setembro de 2024  | Itaquaquecetuba          | Brasil         | Ao lado do Itaquá Park Shopping              | Conflitos na agenda                                                                   |
| 20 de setembro de 2024 | Campo Limpo de Goiás     | Brasil         | Parque do Peão                               | Desconhecido                                                                          |
| 4 de outubro de 2024   | Iquitos                  | Peru           | Mr. Pardo                                    | Desconhecido                                                                          |
| 30 de dezembro de 2024 | Santa Bárbara do Tugúrio | Brasil         | Praça Central                                | Superfaturamento                                                                      |
| 12 de junho de 2025    | Rio Largo                | Brasil         | Loteamento Buriti                            | Festival cancelado pelas fortes chuvas na região                                      |
| 23 de junho de 2025    | Mairi                    | Brasil         | Avenida Senhor do Bonfim                     | Desconhecido                                                                          |
| 6 de julho de 2025     | Apiacás                  | Brasil         | Sindicato Rural de Apiacás                   | Desconhecido                                                                          |
| 12 de julho de 2025    | Cedro                    | Brasil         | Estádio O Camilão                            | Desconhecido                                                                          |